# Parapurcellia rumpiana
Parapurcellia rumpiana is een hooiwagen uit de familie Pettalidae.